# Akustisk basgitarr

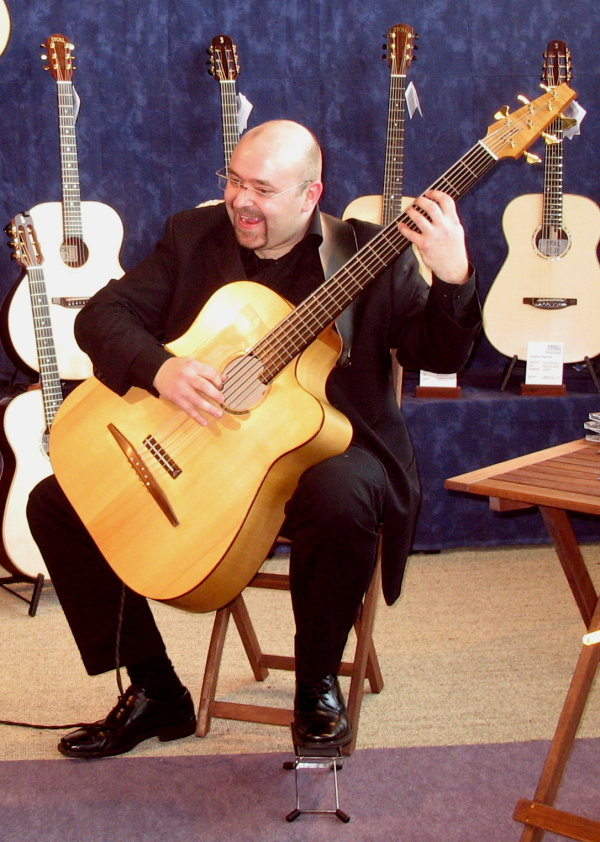
Akustisk basgitarr med 6 strängar.

Akustisk basgitarr eller akustisk bas är en akustisk bas av gitarrtyp. Den ses som en akustisk variant av elbasen.